# Calage tempo
Le calage tempo, dont l'anglicisme beatmatching est plus explicite, est une technique de mixage audio étroitement liée au fondu enchaîné. Il s'agit d'une technique permettant d'enchaîner des morceaux de musique généralement techno, house ou trance (mais également rap ou R'n'B : il suffit que le rythme soit suffisamment marqué) en gardant un même tempo (appelé BPM pour « beats per minute », soit le nombre de « battements par minute » pour garder l'analogie cardiaque).
Cette technique de mix peut être utilisée par tout DJ disposant de platines (vinyles, CD ou tout support audio) dont la vitesse de lecture moyenne peut être modifiée grâce à une fonction appelée pitch.
D'une manière générale, l'objectif du DJ est de passer d'un morceau A à un morceau B, sachant que le tempo du second devra être ajusté pour être identique au premier. En effet la diffusion simultanée de deux morceaux qui ont des tempo différents se traduit vite par une cacophonie.
Le DJ doit donc régler le tempo du morceau B (morceau entrant) afin qu'il soit le plus proche possible du tempo du morceau A (morceau sortant). Pour simplifier, il écoute le morceau B seul dans son casque et compare « à l'oreille » avec le morceau A diffusé dans la salle, en modifiant sa vitesse de lecture pour synchroniser.
Des logiciels et des outils permettent également d'effectuer cette manipulation automatiquement (à l'aide de la touche SYNC si on utilise un contrôleur DJ) avec plus ou moins de réussite en fonction des musiques, et dans ce cas l'anglicisme employé est plutôt beatmapping.
Lorsqu'il a vérifié que la synchronisation perdurait suffisamment (au moins plusieurs dizaines de secondes), il peut remettre le morceau B depuis le début (en gardant le réglage de tempo) et utiliser sa table de mixage pour faire apparaître le morceau entrant puis disparaître le morceau sortant de manière élégante.
Cette discipline requiert donc de connaître parfaitement les morceaux joués, l'enchaînement de leurs phases (intro, montée, refrain, bridge, break) afin d'assurer des transitions.